# Kristie Macosko Krieger
Kristie Macosko Krieger é uma produtora estadunidense. Foi indicada ao Oscar de melhor filme na edição de 2018 pela realização da obra The Post e na edição de 2016 por Bridge of Spies.